# Gorgonidia mirabilior
Gorgonidia mirabilior là một loài bướm đêm thuộc phân họ Arctiinae, họ Erebidae.